# Chiesa di San Bonaventura (Albano)
La chiesa di San Bonaventura, con annesso convento di PP. Cappuccini, è un luogo di culto cattolico di Albano Laziale, in provincia di Roma, nella Sede suburbicaria di Albano.

## Storia
La chiesa ed il convento vennero fondati nel 1619 sotto l'invocazione di san Bonaventura da Bagnoregio, cardinale vescovo di Albano, per volontà di donna Flaminia Colonna-Gonzaga († 1633), moglie nel 1587 di Giulio Cesare Gonzaga (1552-1609), principe di Bozzolo e conte di Pomponesco. Dopo la morte del marito, nel 1609, donna Flaminia si ritirò ad Albano, all'epoca feudo dei principi Savelli, con i quali era imparentata.
I lavori di costruzione della chiesa e del convento furono diretti da fra' Michele da Bergamo, "fabbriciere" dell'ordine cappuccino ed architetto pontificio. Egli fu anche padre guardiano del convento di Albano per sei anni, dal 1624 al 1635.
Nel 1626, all'interno del bosco pertinenziale al convento, vennero realizzate sei cappelle minori, creando un vero e proprio "sacro monte", su un modello diffuso nell'Italia settentrionale.
La consacrazione della chiesa avvenne nel 1634 o nel 1635, ad opera del cardinale Giulio Savelli.

## Descrizione

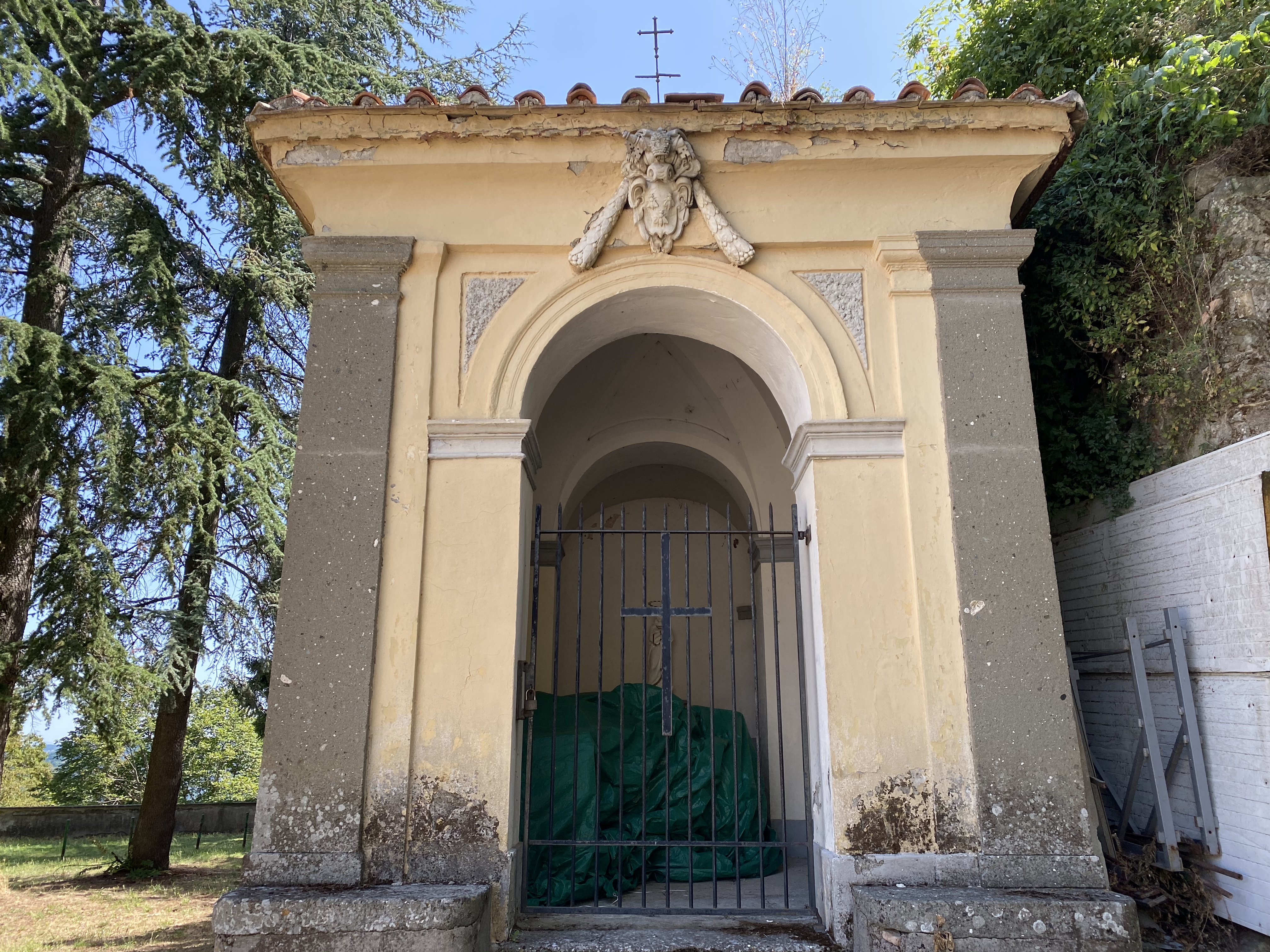
La cappella dell’Orazione all’Orto nel giardino del convento, fatta edificare da papa Urbano VIII intorno al 1626. Si noti lo stemma dei Barberini sull’arco di ingresso.

Il complesso conventuale è stato realizzato seguendo le direttive sulla costruzione dei conventi cappuccini, contenute nelle Constitutiones albacinenses del 1529. In particolare, il convento si trova quasi alla sommità del colle al quale poi ha dato nome (Colle dei Cappuccini), distante circa un miglio dall'abitato e collegato ad esso da una strada rettilinea ed alberata, l'attuale Via San Francesco d'Assisi. 
La chiesa conventuale è ad una navata, con due cappelle laterali. La facciata è a capanna. L'intero complesso appare semplice ed austero, in conformità ai dettami dell'ordine cappuccino.
Nella chiesa si trova una grande pala d'altare, datata 1618, opera del pittore Gherardo delle Notti, Madonna in gloria con i santi Francesco e Bonaventura in cui è presente la contessa committente, Flaminia Colonna.
La parte produttiva, ossia il bosco e l'orto, appaiono preponderanti rispetto agli ambienti di produzione e di alloggio dei frati. 
In particolare, la vasta area boschiva pertinenziale al convento venne destinata alla meditazione: all'interno della tenuta vennero infatti realizzate sei cappelle, tuttora esistenti, sul modello dei Sacri Monti diffusi nell'Italia settentrionale. Papa Urbano VIII concesse una particolare indulgenza ai pellegrini in queste cappelle. Questo pontefice, nato come Maffeo Barberini, già da cardinale possedeva una villa nella vicina Castel Gandolfo (Villa Barberini, oggi parte del complesso delle Ville Pontificie), e fu il primo pontefice ad eleggere come residenza di villeggiatura Castel Gandolfo, nel 1626.
Le sei cappelle minori realizzate nel bosco dei Cappuccini vennero finanziate da alcuni importanti committenti, legati alle famiglie Barberini e Savelli: la cappella dell'Orazione all'Orto venne finanziata personalmente dal papa; quella della Trasfigurazione dal cardinale Francesco Barberini, nipote del papa; quella della Natività dal cardinale Antonio Barberini, fratello del papa quella dell'Annunziata da Andrea Fattore (proprietario di un casino ad Albano) quella del Calvario da monsignor Fausto Poli (all'epoca Prefetto Maggiordomo del Palazzo del Laterano); quella della Resurrezione dal duca Federico Savelli.
Probabilmente, il "sacro monte" di Albano è da mettere in relazione con la villa dei Barberini a Castel Gandolfo, visto il legame presente in altri complessi analoghi tra "sacro monte" e villa signorile.